# Kazimierz Lis
Kazimierz Lis (1910. április 9. – Poznań, 1988. július 15.), lengyel válogatott labdarúgó.
A lengyel válogatott tagjaként részt vett az 1938-as világbajnokságon.

## Pályafutása
Poznańban született, 1933-ig a helyi Olympiában játszott, a következő évben Warta Poznań játékosa lett. Abban az időben a Warta Lengyelország egyik legerősebb csapata volt. 1935-ben a bajnokság bronzérmese, 1938-ban pedig az ezüstérmes lett. Mivel az  Ekstraklasában jól teljesített, ezért meghívták az 1938-as franciaországi világbajnokságra készülő válogatott bő keretébe (22 játékos). Hivatalos mérkőzésén azonban nem lépett pályára. Profi pályafutását a második világháború után fejezte be. A Wartával 1946-ban ezüstérmet, 1947-ben bajnokságot nyert.

## Sikerei, díjai
Warta Poznań
- Lengyel bajnok (1): 1947

## Fordítás
- Ez a szócikk részben vagy egészben  a   Kazimierz Lis című lengyel Wikipédia-szócikk ezen változatának fordításán alapul.  Az eredeti cikk szerkesztőit annak laptörténete sorolja fel. Ez a jelzés csupán a megfogalmazás eredetét és a szerzői jogokat jelzi, nem szolgál a cikkben szereplő információk forrásmegjelöléseként.